# Ойха
Ойха — посёлок в Курагинском районе Красноярского края. Входит в состав городского поселения Курагино.

## География
Посёлок находится в южной части Красноярского края, в пределах Алтае-Саянского горнотаёжного района, на правом берегу реки Туба, на расстоянии приблизительно 2 км (по прямой) к западу от посёлка городского типа Курагино, административного центра района. Абсолютная высота — 272 м над уровнем моря.

## Население
| 2010 |
| ---- |
| 523  |

Гендерный состав
По данным Всероссийской переписи населения 2010 года, в гендерной структуре населения мужчины составляли 48,8 %, женщины — соответственно 51,2 %.
Национальный состав
Согласно результатам переписи 2002 года, в национальной структуре населения русские составляли 97 % из 579 чел.